# Stereophyllum seminerve
Stereophyllum seminerve là một loài Rêu trong họ Stereophyllaceae. Loài này được (Kunze ex Schwägr.) Mitt. miêu tả khoa học đầu tiên năm 1869.